# Noel Fielding
Noel Fielding est un humoriste, acteur, scénariste, artiste et musicien britannique, né le 21 mai 1973 à Westminster, Londres. Il a principalement été rendu célèbre avec son rôle de Vince Noir dans The Mighty Boosh, série humoristique dont il partage la paternité et la performance avec Julian Barratt, puis pour avoir été capitaine d'équipe pendant 7 saisons dans l'émission de divertissement Never Mind the Buzzcocks, ainsi que comme co-présentateur de The Great British Bake Off depuis 2017-2018.
Son univers est qualifié de surréaliste et son humour d'absurde et noir.

## Biographie

### Jeunesse et débuts
Né le 21 mai 1973 à Westminster, Londres, de parents libéraux, Dianne et Ray Fielding, Noel grandit à Pollards Hill, un quartier résidentiel du Sud de Londres. Il a un frère, Michael 'Mike' Fielding, de 9 ans son cadet, avec qui il travaille beaucoup par la suite. Ce dernier interprète d'ailleurs Naboo the Enigma dans The Mighty Boosh, où leurs parents font aussi une apparition.
Il se décrit lui-même comme un enfant très timide, aimant dessiner, et dont personne n'imaginait la future carrière d'humoriste et d'acteur. Dans une interview donnée au The Big Issue, il raconte que durant son adolescence, alors qu'il détestait l'école mais pratiquait régulièrement le football en semi-professionnel, il hésitait entre justement devenir footballeur professionnel et étudier le dessin. Ses parents l'encouragent à suivre sa propre voie. Il suppose que son ouverture d'esprit et son imagination fertile pourraient venir du style de vie de ses parents, jeunes à peine adultes, âgés de 18 ans lors de sa naissance, amateurs de musique telles que Jimi Hendrix, Mick Jagger, Led Zeppelin, Frank Zappa et Captain Beefheart, et consommateurs d'alcools et de psychotropes dans les années 1960-1970,.
En 2007, lors d'un passage dans l’émission radio de Russell Brand, The Russell Brand Show, il déclare avoir une grand-mère française, et en 2016, sur le plateau de Room 101 présenté par Frank Skinner, il précisera que sa famille paternelle est française.
Il étudie à l'école des Beaux-Arts de Croydon puis à l'école des Beaux-Arts du Buckinghamshire, où il obtient en 1995 un diplôme universitaire en communication et conception graphique (Graphic Design and Advertising). En parallèle, il commence à développer des petites histoires. Il se décide à les mettre en scène, une nuit, dans une salle à Cambridge où le hasard fait que Phill Jupitus, qu'il rejoint une dizaine d'années plus tard dans Never Mind the Buzzcocks, l'aide à surmonter le trac.
À cette époque, il partage un logement avec Dave Brown, futur Bolo le Gorille dans The Mighty Boosh, et Nigel Coan, futur animateur des séquences animées de la série. Un article du Sunday Times, sorti en 2009, a révélé que durant cette même période, Noel avait souffert d'une hépatite, l'obligeant à cesser toute consommation d'alcool pendant 6 mois. Nigel fut a priori son plus important soutien ; et cela devint naturel pour les quelques années suivantes. À ce sujet, il a déclaré : « J'ai pris l'habitude de m'amuser avec presque rien. Je resterais debout jusqu'à 4 heures du matin, avec tout le monde en état d'ébriété. Ça demande de faire un peu d'effort mais on peut s'y habituer. »
Il rencontre Julian Barratt pour la première fois après l'une de ses représentations au Hellfire Comedy Club du Wycombe Swan Theatre, à High Wycombe ; et c'est alors que commence leur collaboration.
Noel fait ses débuts à la télévision en 1997 en tant qu'humoriste en réalisant des sketchs de 5 minutes dans l'émission Gas, présentée par Lee Mack. Il confirme alors la volonté de développer son univers surréaliste en racontant et chantant des histoires absurdes, et en posant les bases de ses personnages excentriques qu'il affectionne encore aujourd'hui. Julian fait lui aussi une apparition dans cette émission. Lee révèle lors de l'un de ses passages sur Never Mind the Buzzcocks qu'il a lui aussi partagé un logement avec Noel.

### Carrière
En avril 1998, Julian et Noel réalisent leur première performance ensemble dans un bar, De Hems, à Londres. Leur duo est ensuite pratiquement inséparable jusqu'à la fin des tournées de The Mighty Boosh, en 2009.
La même année d'ailleurs, ils emportent le prix Perrier de meilleur(s) espoir(s) à l'Edinburg Fringe Festival.
Lui et Julian, et un certain nombre d'autres jeunes acteurs, rejoignent ensuite Seán Cullen pour écrire et jouer dans la mini-série humoristique Unnatural Acts. Certains des éléments qui la composent se retrouvent plus tard dans The Mighty Boosh, si bien qu'elle peut être considérée comme son préambule. Effectivement, l'humour y est décalé jusqu'à l'absurde parfois, chaque acteur joue plusieurs personnages différents dans le même univers, quelques créatures en costume fantaisiste interviennent de manière inattendue, en plus de plusieurs répliques récurrentes et divers gags qui deviennent cultes dans The Mighty Boosh. On trouve ici deux gardiens de zoo, Alan et Greg, interprétés respectivement par Julian et Noel, faisant référence à un troisième, Bob Fossil. Un personnage qui se trouve être le dirigeant du zoo dans leur future série et qui est joué par Rich Fulcher, qui, dans Unnatural Acts, interprète entre autres, un directeur et dont l'un des personnages est surnommé 'Bob'.
Les personnages que Noel interprète dans Unnatural Acts ne sont pas encore vestimentairement excentriques, mais on trouve déjà la naïveté et la fraîcheur, ainsi qu'une relation particulière envers les animaux, qui caractérisent plus tard Vince Noir de The Mighty Boosh.
En 1999, Noel fait une très brève première apparition au cinéma, dans le film Guns 1748, jouant un gentilhomme dans la maison close qui assiste à une dispute entre les personnages principaux : Plunkett, interprété par Robert Carlyle, Macleane, interprété par Jonny Lee Miller, et un client de cette même maison close, après que celui-ci a été vu en train de brutaliser une prostituée.

#### The Mighty Boosh
Le titre The Mighty Boosh est inspiré du surnom que des amis du petit frère de Noel, Michael, avaient donné à l'une de ses coupes de cheveux : 'The Mighty Bush', pouvant être traduit par « la puissante tignasse ».
Avant d'être une série télévisée, The Mighty Boosh fut une série de sketchs joués sur scène, puis une série radiophonique diffusée en 2001.
- Quelques personnages interprétés par Noel :

| Nom des personnages | Nombre d'apparition | Description |
| ------------------- | ------------------- | --- |
| Vince Noir          | 21 épisodes         | Excentrique et constamment de bonne humeur, il est toujours aux côtés d'Howard Moon, son ami d'enfance et collègue de travail au zoo. En plus d'être le roi des mods, il a la capacité de parler aux animaux. |
| The Spirit of Jazz  | 2 épisodes          | Howard Moon a fait un pacte vicieux dans sa jeunesse avec ce mystérieux magicien vaudou afin d'être le meilleur musicien de jazz de tous les temps.                                                           |
| Baboo Yagu          | 4 épisodes          | Plus communément appelé "The Hitcher". Il est le principal et plus dangereux des antagonistes de la série. |
| The Moon            | 12 épisodes         | La Lune, qui déblatère des monologues insensés. |
| Tony Harrisson      | 4 épisodes          | Venant de la même planète que Naboo, c'est un membre important du Conseil des Shamans. |
| Old Gregg           | 1 épisode           | Un triton muni d'un vagin d'homme qui cherche l'amour. À découvrir par soi-même. |

Il déclare que lors de la dernière tournée de Mighty Boosh en salle, en 2009, qu'ils ont jouée devant plus d'un quart de million de fans, lui et son frère Mike faisaient la fête toute la nuit pour se lever à 18 heures, juste à temps pour le spectacle ; mais qu'aujourd'hui (en l’occurrence, en 2015), ils étaient trop vieux, qualifiant leur temps en dehors des spectacles comme « une tournée de thé à la menthe ».

#### The Mighty Boosh, le film
À l'apogée du succès de The Mighty Boosh, l'idée d'un film naît. Mike Myers, acteur principal de Wayne's World et scénariste pour Austin Powers, souhaite travailler avec eux, ainsi que Jack Black et Ben Stiller. Alors qu'on leur fait des offres pour s'exporter aux États-Unis, ils refusent car travaillant ensemble depuis 15 ans, sans jours de congés depuis 10 ans, ils ressentent le besoin de faire une pause.
En 2010, alors que Noel s’apprête à effectuer une tournée en solo dans toute l'Angleterre et que les places ont déjà commencé à être vendues, il annonce sur Twitter l'annulation de celle-ci car souhaitant se concentrer sur l'écriture du film et à la réalisation avec Julian.
L'idée d'un film est aujourd'hui toujours d'actualité.

#### Never Mind The Buzzcocks
En février 2007, Noel est invité sur le plateau de l'émission de divertissement, Never Mind the Buzzcocks, alors présentée par Simon Amstell et ayant pour capitaines d'équipes Phill Jupitus, rencontré des années plus tôt, et Bill Bailey. À la suite de cela, Bill lui demande de le remplacer pour 3 des épisodes de la saison 21 en cours. Ce qu'il accepter Son équipe obtient le nombre de points le plus élevé jamais obtenu ; et en parallèle, Simon fait de nombreuses blagues sur l'absence de Bill.
À partir de la saison 23, en 2009, et ce jusqu'à la fin de la série, annoncée en 2015, il endosse définitivement le poste de capitaine d'équipe.

#### Noel Fielding's Luxury Comedy
En 2011, Noel produit sa propre série humoristique pour la chaîne E4.
L'artiste Andy Warhol, le chanteur Joey Ramone, le footballer Pelé, y sont des figures récurrentes ou du moins concrètes ; et Bon Jovi, Jim Morrison, l'artiste Yoko Ono, l'écrivain George Orwell sont présentés comme des connaissances et des amis.

#### Autres projets
En 2001, Noel joue Steve Sweet, le personnage principal d'un court-métrage de 11 minutes intitulé Sweet. Steve fait très attention à ses cheveux, travaille comme vendeur dans une boutique de vinyles et passe la majeure partie de son temps avec son ami Stitch, interprété par Julian Barrat. Il tombe amoureux de la sœur d'un ami, qui a la particularité d'être invisible, mais cela semble tout à fait normal. Bien qu'entièrement écrit et réalisé par James Pilkington, la relation qu'entretiennent Steve et Stitch est fortement inspirée de celle de Vince Noir et Howard Moon.
En 2004, il interprète un berger dans AD/BC: A Rock Opera, une parodie d'opéra-rock co-écrite Matt Berry par et réalisée par Richard Ayoade.
En 2006, Noel devait jouer le rôle de Quintus, l'un des 7 fantômes dans Stardust, le mystère de l'étoile, mais est obligé, pour des raisons de santé, de se désister au profit d'Adam Buxton. Il aurait alors interprété le moins futé des fils du roi de Stormhold, sa défaillance mentale étant probablement due à la hache qu'il garde constamment encastrée dans le crâne.
En 2015, il apparaît le temps de quelques scènes dans Aaaaaaaah!, une comédie britannique surréaliste écrite et réalisée par Steve Oram, déjà apparu dans la saison 3 de The Mighty Boosh en tant que Donnie le clochard. Le rôle qu'il y interprète est inhabituel dans la mesure où il s'agit d'un personnage aux cheveux gras plaqués, dépourvu de maquillage, vêtu comme un « professeur de géographie », mais surtout soumis à l'autorité de son patron. Il y retrouve d'autres membres de Mighty Boosh : Julian Barratt, avec qui il n'était pas apparu à l'écran depuis la fin de la série ; de manière plus anecdotique, Alice Lowe, ainsi que Tom Meeten avec qui Noel Fielding travaille aussi sur Noel Fielding's Luxury Comedy.

### Univers graphique
Noel a étudié à l'école des Beaux-Arts de Croydon à la fin des années 1980. Il a eu comme professeur pendant ces deux années, l'artiste Dexter Dalwood, nommé en 2010 pour l'obtention du prestigieux Prix Turner. Il est l'une de ses sources d'inspirations, avec le néo-expressionniste Jean-Michel Basquiat et l'artiste CoBrA Karel Appel.
Il réalise des dessins, des peintures, des collages et des installations multimédia.
Pendant les années de The Mighty Boosh, il a dessiné un grand nombre des maquillages et des costumes des personnages de la série, particulièrement ceux de Vince Noir. Les dessins des segments animés sont aussi sa création.
Sa première exposition individuelle est organisée en 2008 à la Galerie Maison Bertaux dans SOHO, l'un des quartiers les plus animés de Londres. Elle était intitulée "Psychedelic Dreams of The Jelly Fox" et ne présentait que des œuvres déjà achetées.
Sa deuxième exposition a lieu à la Galerie Maison Bertaux et s'intitule "Bryan Ferry VS The Jelly Fox".
En 2011, les éditions Canongate Books publient The Scribblings of a Madcap Shambleton, un recueil d’œuvres « étranges et singulières, pour ne pas dire surréalistes » de Noel, dans lesquelles on peut voir les influences de Henri Rousseau, Roy Lichtenstein et Salvador Dalí. La préface est rédigée par Dexter Dalwood.
En 2012, Noel a fait une présentation de la première grande rétrospective sur Damien Hirst à la Tate Modern, pour l'émission culturelle "The First Look" de Channel 4.
Il réalise une installation audiovisuelle, "The Jelly Fox" qui est présentée à la Galerie Saatchi de Londres en 2012. Les personnages y apparaissant se retrouvent dans la série Noel Fielding's Luxury Comedy, diffusée sur E4. Les personnages sont conçus avec Nigel Coan, et la musique composée avec Sergio Pizzorno, par le biais de Loose Tapestries.
Des œuvres de Noel ont été exposées lors d'une manifestation organisée pour la fondation Teenage Cancer Trust, venant en aide aux adolescents atteints de cancer. Toujours à Londres, il a exposé dans la Cour de Saint Martin, dans le quartier culturel de Coven Garden et dans l'ancien bâtiment Burberry sur Haymarket. Il a fait partie d'un groupe d'artistes, avec Leonora Carrington, exposé au Viktor Wynd Museum of Curiosities de The Last Tuesday Society. Une de ses œuvres a été exposée dans l'exposition "Liverpool Love" du Musée de Liverpool, aux côtés de celles de Yoko Ono et Sir Peter Blake. Il y exposa son travail deux années de suite.
En 2014, "Bubblegum Cats at the Cinema" a été exposé lors du LA Cat Show, qui fit la couverture du Time Magazine,.
En mars 2015, il réalise et expose une série inédite d'une trentaine de peintures à l'aquarelle au Royal Albert Hall de Londres. Initialement, la série devait s'intituler "The Lonely Prince" "He Wore Dreams Around Unkind Faces", en référence, dit-il à l'écrivain Jean Cocteau qui jetait lui-même des milliers de beautés poétiques dans un unique roman. Un certain nombre des peintures sont des autoportraits mais tous font référence à une partie de la vie de Noel, notamment la série représentant des chauffeurs Uber dont il a utilisé les services, ou aux Loose Tapestries le groupe dont il fait partie, mais aussi les portraits de musiciens tels que les Beatles et Elvis Presley. Dans son commentaire de l'exposition, il décrit son travail comme « une sorte de version pop art des peintures que l'on peut voir dans les veilles demeures et les châteaux poussiéreux de Scooby-Doo ». Il déclare aussi, avec beaucoup d'humour et d'ironie, que c'était la première fois qu'il utilisait de l'aquarelle, un pari risqué puisque s'il échouait, seuls les milliers de visiteurs du Royal Albert Hall en seraient témoins. L'exposition migre ensuite à la Galerie Maison Bertaux jusqu'à la fin de l'été, puis au Harrogate Theatre et à la RedHouse Originals Gallery à Harrogate.
Parmi ses fans et ses acquéreurs on peut nommer les artistes Damien Hirst, Keith Tyson et le musicien Ringo Starr.
À l'heure actuelle, l'acquisition des œuvres de Noel se fait uniquement par le biais de Tania Wade, de Hooligan Art Dealer.

### Univers musical
Il fonde le groupe Loose Tapestries, avec Sergio Pizzorno, le guitariste des Kasabian, avec qui il compose et interprète les musiques de son émission Noel Fielding's Luxury Comedy.
En juin 2014, lors du Festival de Glastonbury, il rejoint Kasabian pour reprendre le rôle de Vlad l'empaleur qu'il avait déjà interprété lors du tournage du clip du même nom, réalisé par Richard Ayoade.

#### Loose Tapestries Presents the Luxury Comedy Tapes
1. Melon
2. Luxury Comedy
3. The Decision
4. Eyeball Seesaw
5. Take Your Little Black Pants Off
6. Ghost Of A Flea (Happy Birthday Song)
7. The Jelly Fox Part One
8. Surrounded by Shape Shifting Werewolves
9. Bing Bong Changez
10. The Jelly Fox Part Two
11. Me And My Flamingo
12. Moon Dog
13. Mash Potato Life Shapes
14. Spanish Brothers
15. Swing Ball Blues
16. Brown Hatted Son Of A Bitch
17. The Jelly Fox Part Three
18. Strawberry Sunrise
19. The Adventures Of Fantasy Man (Read By Ronnie O'Sullivan)
20. Fantasy Man
21. Alan Hansen's Peg Bag
22. Bye Bye Baby

#### N.H.S.
1. Boombox Adagio
2. Suck My Beans
3. Tales from Painted Hawaii
4. Paul Panfer
5. Live for the Night (Cocaine City)
6. Goblins
7. Saving Terry
8. Imagine a Mouse with Rulers for Legs
9. New York Cop
10. Don't Do Drugs
11. Hawaiian Stingray
12. In the Garden & The Cucumbers of Cool
13. Dr Diirag
14. The Triangle Song
15. That Friday Feeling
16. Fantasy Zone
17. Fantasy vs. Reality
18. (I'd Rather Be) Plastacine
19. All Bleeding Coming Together
20. Can't Wait for Christmas (feat. Me Innit)

### Vie privée
Lors d'une performance artistique dans une libraire Waterstone's de Manchester, il déclare avoir développé une sorte de phobie concernant ses pieds, qu'il dit les plus moches jamais vu, et les comparant à des serres de corbeau. Concernant son nez, il n'a jamais été cassé et ce même si, selon lui, il possède une courbe particulièrement étrange.
En 2007, il a déclaré ne pas être baptisé et ne pratiquer aucun culte religieux.
Il possède, à titre honorifique, un Master décerné par l'Université de Buckinghamshire.
Noel considère Dune d'Alejandro Jodorowsky comme étant le meilleur film jamais réalisé.
Il a été en couple une dizaine d'années avec Delia Gaitskell (Dee Plume), co-chanteuse et guitariste du groupe d'electropunk Robots in Diguise, avec qui il vécut à Kentish Town, Londres. Pendant cette période, Dee Plume et sa partenaire, Sue Denim, firent plusieurs apparitions dans la série The Mighty Boosh.
Aujourd'hui, il vit à Highgate, au nord de Londres avec sa petite-amie Lliana Bird, présentatrice sur XFM, avec qui il est en couple depuis 2010. Dans la même rue, vit aussi Julian Barratt et sa famille, avec qui il joue au tennis.
En avril 2018, Lliana et Noel deviennent parents, l'enfant a pour prénom Dali, en hommage à Salvador Dalí.

## Filmographie

### Acteur
- 1998 : Unnatural Acts : Greg le gardien de zoo et d'autres personnages (6 épisodes)
- 1998 : Alexei Show : Plusieurs personnages (1 épisode)
- 1999 : Guns 1748 : un gentilhomme de la maison-close
- 1999 : Sweet : Pete Sweet
- 2002 : Surrealismo: The Scandalous Success of Salvador Dali : Victor Bauer
- 2003-2007 : The Mighty Boosh : Vince Noir et d'autres personnages (21 épisodes)
- 2004 : Garth Marenghi's Darkplace : Monkey man (1 épisode)
- 2004 : AD/BC: A Rock Opera : un berger
- 2005 : Boosh Music : Vince Noir et d'autres personnages
- 2005 : Nathan Barley : Jones (5 épisodes)
- 2006 : The Mighty Boosh Live : Vince Noir et d'autres personnages
- 2006-2010 : The IT Crowd : Richmond Avenal (7 épisodes)
- 2009 : Bunny and the Bull : Javier
- 2009 : The Mighty Boosh Live: Future Sailors Tour : Vince Noir et d'autres personnages
- 2010 : I Spit on Your Rave : Zombie King[27]
- 2010 : Come on Eileen : Rex
- 2010 : How Not to Live Your Life : Marcus Blade (1 épisode)
- 2011 : Horrid Henry: The Movie : Ed Banger
- 2012-2014 : Noel Fielding's Luxury Comedy : Noel et d'autres personnages (12 épisodes)
- 2013 : Doll & Em : Noel (1 épisode)
- 2015 : Aaaaaaaah! : Carl
- 2016 : Set the Thames on Fires : Dickie
- 2016 : Brakes : Daniel
- 2016 : Trailer Park Boys: Out of the Park : Lord Pumpwhistle (1 épisode)
- 2016 : The Entire Universe : Einstein
- 2017 : Upstart Crow : Thomas Morley (1 épisode)
- à venir : The Wonderful World of Death : Jones

### Doubleur
- Le Monde magique de Reggie
- Disenchantment: le bourreau (saison 1, actes 1 et 2)

### Scénariste
- 1998 : Unnatural Acts (2 épisodes)
- 2003-2007 : The Mighty Boosh (21 épisodes)
- 2005 : Boosh Music
- 2007 : Comic Relief 2007: The Big One
- 2012-2014 : Noel Fielding's Luxury Comedy (12 épisodes)

### Producteur
- 2003-2007 : The Mighty Boosh (21 épisodes)
- 2005 : Boosh Music
- 2007 : Journey of the Childmen: The Mighty Boosh on Tour

### Réalisateur
- 2012-2014 : Noel Fielding's Luxury Comedy (12 épisodes)

### Compositeur
- 2005 : Boosh Music
- 2012-2014 : Noel Fielding's Luxury Comedy (12 épisodes)

### Apparitions télévisuelles
- 1997-1998 : Gas (4 épisodes)
- 2000 : The Big Schmooze (1 épisode)
- 2002 : Brain candy
- 2003 : Melbourne International comedy festival gala
- 2004 : The British comedy awards 2004
- 2005 : 28 Acts in 28 minutes
- 2006-2012 : The Secret policeman's balls (2 épisodes)
- 2006 : The British comedy awards 2006 Live
- 2006-2008 : Friday Night with Jonathan Ross (3 épisodes)
- 2006-2017 : The Big Fat Quiz of the Year (5 épisodes)
- 2007-2014 : Never Mind the Buzzcocks (74 épisodes)
- 2007 : Dawn french's boys who do comedy (3 épisodes)
- 2007 : The Charlotte Church Show (1 épisode)
- 2007 : Comic Relief 2007
- 2009 : Comic Relief 2009
- 2009 : Comic-Con '09 Live
- 2009 : Journey of the childmen: the Mighty Boosh on tour
- 2009 : Shooting stars (1 épisode)
- 2009-2014 : Alan Carr: Chatty Man (2 épisodes)
- 2009-2010 : Late Night with Jimmy Fallon (2 épisodes)
- 2010 : Teenage Cancer Trust concerts 2010
- 2010 : Channel 4's comedy gala
- 2010 : Just for laughs (1 épisode)
- 2010 : Michael McIntyre's comedy roadshow (1 épisode)
- 2011 : Let's Dance for Comic Relief (2 épisodes)
- 2011 : Horrid Henry's movie mayhem
- 2011 : Catherine Tate: Laughing at the Noughties
- 2011 : The Rob Brydon Show (1 épisode)
- 2012-2017 : The Jonathan Ross Show (2 épisodes)
- 2012 : Perspectives (1 épisode)
- 2012 : The Big Fat Quiz of the 00s
- 2012 : The Project (1 épisode)
- 2013-2018 : QI (6 épisodes)
- 2013 : Staying in with Greg and Russell (1 épisode)
- 2014-2018 : The Last Leg (2 épisodes)
- 2015 : The Big Fat Anniversary Quiz
- 2015 : Backchat (1 épisode)
- 2016 : The Big Fat Quiz of Everything (2 épisodes)
- 2016 : The Tonight Show of starring Jimmy Fallon (1 épisode)
- 2016 : Conan (1 épisode)
- 2016 : Room 101 (1 épisode)
- 2016 : Only in Japan (1 épisode)
- 2016 : @midnight (1 épisode)
- 2017 : 8 Out of 10 Cats Does Countdown, saison 10 (1 épisode)
- 2017 : The One Show (1 épisode)
- 2017 : Taskmaster, saison 4 (10 épisodes)
- 2017-2018 : The Great British Bake Off, saison 8 (12 épisodes)

### Clips musicaux
- 2000 : Midfielding[28] de Midfield General
- 2003 : Blue Song[29] de Mint Royale
- 2006 : In the Morning[30] de Razorlight
- 2007 : Girl[31] de Robots in Disguise
- 2008 : The Tears[32] de Robots in Disguise
- 2009 : Vlad the Impaler[22] de Kasabian
- 2011 : Deeper Understanding[33] de Kate Bush
- 2012 : Fantasy Man[34] de Loose Tapestries
- 2015 : Can't Wait for Christmas[35] de Loose Tapestries
- 2016 : Bubbles Burst[36] de The Claypool Lennon Delirium
- 2017 : You're in love with a psycho[37] de Kasabian

## Distinctions
- 1998 : Gagnant, avec Julian Barratt, au Edinburg Comedy Awards dans la catégorie "Best Newcomer Award" pour The Mighty Boosh[38]
- 1998 : Gagnant, avec Julian Barratt, au Herald Angels Awards pour The Mighty Boosh[39]
- 1999 : Nomination, avec Julian Barratt, au Edinburg Comedy Awards dans la catégorie "Best Comedy Show" pour The Arctic Boosh[40]
- 2000 : Gagnant, avec Julian Barratt, au Melbourne International Comedy Festival dans la catégorie "Barry Award" pour The Arctic Boosh[41]
- 2002 : Nomination au Edinburg Comedy Awards dans la catégorie "Best Comedy Show" pour Voodoo Hedgehog[40]
- 2003 : Gagnant au Time Out Awards dans la catégorie "Outstanding achievement award"[42]
- 2004 : Nomination, avec Julian Barratt, au British Comedy Awards dans la catégorie "Best TV Comedy Newcomer" (Meilleure nouvelle série comique à la télévision) pour The Mighty Boosh
- 2006 : Nomination, avec Julian Barratt, au Loaded LAFTAS, en tant que meilleur duo comique pour la saison 2 de The Mighty Boosh.
- 2007 : Gagnant, avec Julian Barratt, au Shockwaves NME Awards dans la catégorie "Best TV Show" (Meilleure série télévisée) pour The Mighty Boosh
- 2007 : Nomination, avec Julian Barratt, au Loaded LAFTAS, en tant que meilleur duo comique pour la saison 3 de The Mighty Boosh.
- 2008 : Gagnant au NME Awards dans les catégories "Sexiest Man" (Homme le plus sexy) et "Best Dressed" (Personne la mieux habillée)
- 2008 : Gagnant, avec Julian Barratt, au Shockwaves NME Awards dans la catégorie "Best TV Show" (Meilleure série télévisée) pour The Mighty Boosh
- 2008 : Gagnant, avec Julian Barratt, au Royal Television Awards dans la catégorie "Situation Comedy and Comedy Drama" pour The Mighty Boosh[43]
- 2008 : Nommé, par l'édition britannique de GQ, deuxième homme le mieux habillés de Grande-Bretagne, parmi une liste comprenant 50 noms.
- 2009 : Gagnant, avec Julian Barratt, au Shockwaves NME Awards dans la catégorie "Best TV Show" (Meilleure série télévisée) pour The Mighty Boosh
- 2010 : Gagnant, avec Julian Barratt, au Shockwaves NME Awards dans la catégorie "Best DVD" (Meilleur DVD) pour The Boosh Live: Future Sailors Tours
- 2012 : Gagnant, avec Julian Barratt, au NME Awards dans la catégorie "Best Book" (Meilleur livre) pour The Scribbling of a Madcap Shambleton
- 2012 : Nomination, avec Julian Barratt, au Shockwaves NME Awards dans la catégorie "Most stylish" pour The Scribbling of a Madcap Shambleton